# 豪田みのり
豪田 みのり（ごうだ みのり）は、火浦功の連作SFコメディ『みのりちゃん』シリーズに登場する、架空の人物。
親子3代にわたる由緒正しいマッドサイエンティストの家系である豪田家の一人娘で、18歳の美少女。仮免のマッドサイエンティストで、その発明品を通じて周囲にさまざまな騒動を引き起こす。
1作目「日曜日には宇宙人とお茶を」は、1986年に『日曜日に宇宙人が……?』のタイトルでソフトスタジオWINGからパソコンゲーム化されている。

## 刊行リスト
- 日曜日には宇宙人とお茶を（挿絵：いしかわじゅん、ハヤカワ文庫JA、1984年） ISBN 978-4-1503-0190-3
- 大冒険はおべんと持って（挿絵：いしかわじゅん、ハヤカワ文庫JA、1987年） ISBN 978-4-1503-0234-4
- みのりちゃんの実験室 世界征服のすゝめ（挿絵：水原賢治、朝日ノベルズ、2009年）ISBN 978-4-0227-3912-4 - 上記2冊の合本
- 手軽にできる絶体絶命（著者：多摩豊、原作：火浦功、挿絵：いしかわじゅん、ハヤカワ文庫GB、1987年） ISBN 978-4-1509-0005-2 - ゲームブック